# Bazyli (Daniłow), biskup kasimowski
Bazyli, imię świeckie Aleksandr Władimirowicz Daniłow (ur. 24 kwietnia 1978 w Uzłowej) – rosyjski biskup prawosławny.

## Życiorys
Jest synem kapłana prawosławnego. Ukończył szkołę średnią w Michajłowie, po czym wstąpił do szkoły duchownej w Riazaniu. Ukończył ją w 1997 r. i został przyjęty na trzeci rok seminarium duchownego w Samarze, które ukończył w 1999 r. Jeszcze w trakcie nauki, 13 września 1998 r., w soborze Opieki Matki Bożej w Samarze został wyświęcony na diakona przez arcybiskupa samarskiego i syzrańskiego Sergiusza. Podjął służbę w cerkwi seminaryjnej w Samarze. 7 kwietnia 1999 r. arcybiskup Sergiusz udzielił mu święceń kapłańskich. W latach 1999–2002 służył w różnych parafiach eparchii samarskiej, zaś od 2003 r. był duchownym eparchii riazańskiej.
W 2008 r. ukończył w trybie zaocznym studia prawnicze na Riazańskim Uniwersytecie Państwowym im. Jesienina. W 2012 r., również zaocznie, ukończył natomiast Moskiewską Akademię Duchowną.
15 października 2018 r. Święty Synod nominował go na biskupa kasimowskiego i sasowskiego. W związku z tym ks. Daniłow złożył 18 października tego samego roku wieczyste śluby mnisze, przyjmując imię zakonne Bazyli na cześć świętego biskupa Bazylego Riazańskiego. Dzień później natomiast otrzymał godność archimandryty. 
Jego chirotonia biskupia odbyła się 25 listopada 2018 r. w cerkwi domowej św. Włodzimierza przy Prawosławnym Uniwersytecie Humanistycznym św. Tichona w Moskwie, pod przewodnictwem patriarchy moskiewskiego i całej Rusi Cyryla.
W 2025 r. został przeniesiony w stan spoczynku z nakazem pozostawania w monasterze św. Jana Teologa w Poszczupowie.